# Сростинский район
Сростинский район — административно-территориальная единица в составе Алтайской губернии, Сибирского, Западно-Сибирского и Алтайского краёв, существовавшая в 1924—1931 и 1944—1960 годах. Центр — село Сростки.
Сростинский район был образован 27 мая 1924 года в составе Бийского уезда Алтайской губернии. Территория района была сформирована из бывших Сросткинской, Шульгино-Логовской, Быстрянской волостей, части Усятской, Кокшинской, Покровской волостей.
В декабре 1925 года Сростинский район был отнесён к Бийскому округу Сибирского края. В июле 1930 года район отошёл к Западно-Сибирскому краю.
20 февраля 1931 года Сростинский район был упразднён.
Восстановлен Сростинский район был в составе Алтайского края 15 января 1944 года из 8 сельсоветов Старобардинского района и 3 сельсоветов Зонального района.
По данным 1945 года Сростинский район делился на 11 сельсоветов: Берёзовский, Быстрянский, Верх-Катунский, Верх-Талицкий, Ключевский, Лебяжинский, Мало-Енисейский, Ново-Суртаевский, Соусканихинский, Сростинский, Усятский.
26 января 1960 года Сростинский район был упразднён, а его территория передана в Зональный и Старобардинский районы.